# Nils Lindberg (jurist)
Nils Daniel Lindberg, född den 10 december 1897 i Göteborg, död den 11 juni 1961 i Vänersborg, var en svensk jurist.
Lindberg  avlade juris kandidatexamen vid Uppsala universitet 1922. Han blev amanuens vid Västerbygdens vattendomstols avdelning för Vänermålet 1925, sekreterare där 1930 och tillförordnad vattenrättsdomare 1936. Lindberg var adjungerad ledamot i Svea hovrätt och Vattenöverdomstolen 1937-1938 och 1939, tillförordnad revisionssekreterare 1940 samt ordinarie vattenrättsdomare vid Västerbygdens vattendomstol från 1941 till sin död. Han var inspektor vid kommunala flickskolan i Vänersborg 1946-1955. Lindberg var ombud vid kyrkomötena 1948, 1951 och 1953 samt vice ordförande i Svenska kyrkans diakonistyrelse från 1952. Han blev riddare av Nordstjärneorden 1945 och kommendör av samma orden 1959. Lindberg vilar på Askims södra kyrkogård.